# 坂下ななえ
坂下 ななえ（さかした ななえ、1986年5月5日 - ）は、日本のAV女優。神奈川県出身。血液型：A型、身長：163cm、スリーサイズ：B87(D)・W60・H85。2015年 黒川　ひかる（くろかわ　ひかる）に改名。

## 略歴
- 2006年2月に『Fairy Doll 制服・スク水・ブルマ　坂下ななえ』でAVデビュー。

## 人物
- 趣味は、お買い物＆飲み[1]。特技は変顔[2]。
- 口癖は「うけるー♪」[1]。
- 子供の頃なりたかった職業は警察官。「白バイに乗りたかったんだょね♪」[1]。
- 小さい頃にコンクリートで頭を打って気絶、頭蓋骨にヒビが入るも一日入院ですんでしまった[3]。
- 愛猫の「ラム」は「一緒にお風呂に入ってくれるイイ子ちゃん」で、「ドライヤーもへっちゃら」である[4]。
- 辛いものが苦手。
- 芋けんぴが好き。
- 恐竜や化石が大好き。
- ときどき六本木パトロール。
- MacBook Proを愛用。Photoshopを使いこなす。
- 夏樹カオル（加藤ツバキ）、観月樹音と親交がある[5][6]。
- 愛称は「ななえちゃん」、「なな姫」、「ななえっち」、「サカシターノ」など。略称は「skst[要出典]」。

## 作品

### アダルトビデオ
2006年
- Fairy Doll 制服・スク水・ブルマ（2月10日、スマイリー）
- 禁断（生）映像 In’OUT 5（4月30日、ゴリラプロジェクト）
- 禁断（生）映像 In’OUT DX3（8月10日、ゴリラプロジェクト）
- 女子校生強姦 II 理不尽に犯される8人の女子校生（10月10日、隼エージェンシー)
- &Fashion 29（11月2日、ゴーゴーズ)[要出典]
- こだわりの手コキ 4時間SP II 40人のハンドメイド（11月11日、隼エージェンシー）
- レイプ中出し レイプされて中出しされた8人のギャル（11月11日、隼エージェンシー）
- 雅 オールスターズ（12月12日、オリエンタルドリーム）
- 慰癒し 坂下ななえ（12月18日、ロータス企画）
- ロリータ飼育狂時代 13 ななえ（12月22日、グローリークエスト）
- ナース桃色診察室2（12月26日、アットワンコミュニケーション）

2007年
- 絶対ヤれる女子高生援交カラオケBOX処女入り教えます（1月18日、DANDY）[要出典]
- NS'ステーション（1月20日、アットワンコミュニケーション）[要出典]
- THE BEST OF レオタード白タイツ（2月16日、エッチアールシー）
- スーパーGスポット 潮吹き女子校生10連発!!15 3時間スペシャル（2月16日、クリスタル映像）
- フェラマニア Vol.2（2月19日、ミスター・インパクト）
- MY FAVORITE WITH パンティーストッキングV（4月20日、エッチアールシー）
- Gals Glamourous02　オトコアソビとイイオンナ（5月5日、ドリームチケット）
- 女子校生レイプ VI 犯されまくる12人の女子校生（5月12日、隼エージェンシー）
- オナニー30連発! オナニスト30人のひとりエッチ（5月19日、ミスター・インパクト）
- オフィスレディWITHパンティーストッキングスペシャルII（6月8日、エッチアールシー）[要出典]
- 「ロリはめコレクション40人・8時間」（6月8日・I.B.WORKS）
- 拉致、監禁。.14（7月13日、ゴーゴーズ)
- スクール水着 拘束 電マ 連続アクメ（8月24日、I.B.WORKS）
- 黒天狗屋敷の熟れた女狐（9月1日、AVS)
- デジモ痴女 The BEST 2（9月14日、アットワンコミュニケーション）
- ロリータ強制口内レイプ（9月14日、I.B.WORKS）
- アウトドア真正中出し（9月29日、モブスターズ）

2008年
- めこスジすぽると〜坂下ななえ現役女子大生陸上部（2月6日、チーム川崎）
- パイパンスジっ娘中出しコレクション4時間DX（2月20日、ロータス）
- シロダマ 10 女子校生 携帯援交（3月1日、プレステージ）[要出典]
- DIGIMO LEO BEST GIRLS（3月14日、アットワンコミュニケーション）
- 女子校生の生綿パンティの脇からチ○ポ差し込んでそのまま発射（3月19日、アロマ企画）
- フェラ4時間 4時間まるごとフェラ!（3月19日、ミスター・インパクト）
- 学園生活の中の乳房揉み（6月13日、アロマ企画）
- MOB真正中出しスッペシャル6＆本物!新妻の現役自動車教習所教官!真正中出し!なるみ26歳（6月28日、モブスターズ）
- 川崎爆弾!!! 8時間2枚組（7月2日、チーム川崎）
- 女子校生の太股とパンチラ（7月13日、アロマ企画）
- 早退理由はAV出演 VOL.2（7月16日、パフューム）※「坂下麻美」名義[要出典]
- オフィスレディWITHパンティーストッキング＆黒タイツBEST（8月8日、エッチアールシー）
- 潮吹き女子校生8時間100連発!! 2（8月8日、クリスタル映像）
- お姉ギャルM男狩り×THE4時間（8月15日、ドリームチケット）
- ロリータ 顔射 50連発（8月22日、I.B.WORKS）
- 23人援助交際（9月3日、チーム川崎）
- MOB真正中出しコレクション元祖!半中半外スペシャル（11月1日、モブスターズ）
- ねぇ、お兄ちゃん!06（12月5日、ゴーゴーズ）
- 熱いミルク50発 犯され少女の園（12月12日、スマイリー）

2009年
- お掃除フェラ4時間 3（1月2日、GLAY'z）
- 白濁人形VI〜天使の水着（6月12日、カオカコミュニケーション）
- THE ヤラレすぎ!女!! 猥褻4時間（7月1日、チーム川崎）
- 真正中出し大乱交EX 乱・淫・祭（7月30日、モブスターズ）
- MY FAVORITE WITH パンティーストッキング BEST II（8月7日、エッチアールシー）

2010年
- DANDY公式コンプリートエディション DANDYワケあり仕事集 2（5月27日、DANDY）オムニバス作品